# Lago Griswold
El lago Griswold  es un lago glaciar situado en las montañas Ruby, en el condado de Elko, en el noreste de Nevada, Estados Unidos. Se encuentra en la cabecera del cañón Hennen, a una altitud de 2811 metros sobre el nivel del mar. Tiene una superficie de 6,9 hectáreas y una profundidad máxima de 6,1 metros. Se encuentra dentro del bosque nacional Humboldt-Toiyabe.
El lago Griswold es la principal fuente de Butterfield Creek, que fluye por el cañón Hennen antes de salir de las montañas en el valle Pleasant.  El lago lleva el nombre de Chauncy  "Chan " Griswold, uno de los primeros rancheros en llegar al valle Pleasant  y el padre del gobernador de Nevada Morley Griswold. Butterfield Creek también debe su nombre a otro ranchero, Henry Butterfield.